# Петровац (футбольный клуб)
«Петровац» (серб. ОФК Петровац) — черногорский футбольный клуб из города одноимённого города. Выступает в Первой лиге чемпионата Черногории. Основан в 1969 году. Домашние матчи проводит на стадионе «Под Малим брдом» («Под Небольшим холмом»), вмещающем 1630 зрителей.

## История
В 2009 году команда победила в финале Кубка Черногории клуб Ловчен и участвовала в Лиге Европы 2009/10.

## Достижения
- Обладатель Кубка Черногории (1):

2009